# الهقم (فرع العدين)

تعديل مصدري - تعديل

الهقم محلة تابعة لقرية الهيجة، التابعة لعزلة الاهمول بمديرية فرع العدين إحدى مديريات محافظة إب في الجمهورية اليمنية، بلغ تعداد سكانها 325 حسب تعداد اليمن لعام 2004.